# Caryophyllia cincticulatus
Caryophyllia cincticulatus är en korallart som först beskrevs av Alcock 1898.  Caryophyllia cincticulatus ingår i släktet Caryophyllia och familjen Caryophylliidae.
Artens utbredningsområde är Indiska oceanen. Inga underarter finns listade i Catalogue of Life.